# Francisco Rodríguez (pugile)
Francisco Antonio Rodríguez Brito (Cumaná, 20 settembre 1945 – 23 aprile 2024) è stato un pugile venezuelano.

## Palmarès

### Olimpiadi
- 1 medaglia:
  - 1 oro (Città del Messico 1968 nei pesi mosca leggeri)

### Giochi panamericani
- 2 medaglie:
  - 2 ori (Winnipeg 1967 nei pesi mosca; Cali 1971 nei pesi mosca)